# Караевское сельское поселение
 Кара́евское се́льское поселе́ние — упразднённое муниципальное образование в составе Красноармейского района Чувашской Республики. Административный центр — село Караево. На территории поселения находятся 5 деревень.
Законом Чувашской Республики от 14.05.2021 № 30 к 24 мая 2021 года упразднено в связи с преобразованием Красноармейского района в муниципальный округ.

## География
На территории сельского поселения находится озеро Кюльхири.

## Население
| 2010 | 2012 | 2013 | 2014 | 2015 | 2016 | 2017 |
| ---- | ---- | ---- | ---- | ---- | ---- | ---- |
| 873  | ↘820 | ↘797 | ↘767 | ↘750 | ↘737 | ↘717 |
| 2018 | 2019 | 2020 | 2021 |      |      |      |
| ↘700 | ↘675 | ↘672 | ↘656 |      |      |      |

## Населённые пункты
На территории поселения находятся следующие населённые пункты:
| № | Населённый пункт | Тип населённого пункта       | Население |
| - | ---------------- | ---------------------------- | --------- |
| 1 | Караево          | Село, административный центр | 239       |
| 2 | Сирмапоси        | деревня                      | 190       |
| 3 | Кюльхири         | деревня                      | 171       |
| 4 | Синьял-Караево   | деревня                      | 95        |
| 5 | Сормхири         | деревня                      | 178       |

## Местное самоуправление
Главой поселения является Платонов Дмитрий Федрович.

## Организации
На территории сельского поселения расположены:
- ООО «Караево»
- МБОУ «Караевская СОШ»
- Караевская сельская библиотека
- Караевский врачебный офис
- Аптека
- Караевский дом ветеранов
- Отделение связи
- Караевский центральный дом досуга
- Сирмапосинский дом досуга
- 5 магазинов РПО
- 2 магазина частного предпринимателя
- Пилорама
- 2 мельницы

## Известные жители
Согласно историческим преданиям в деревне Сормхири родился полковник повстанческого войска Степана Разина, отважный полководец Искей Пайтулл, который со своим войском воевал вблизи деревни Сормхири с царскими войсками.